# Liste der Baudenkmale in Stolzenau
In der Liste der Baudenkmale in Stolzenau sind alle Baudenkmale der niedersächsischen Gemeinde Stolzenau aufgelistet. Die Quelle der Baudenkmale ist der Denkmalatlas Niedersachsen. Der Stand der Liste ist der 23. April 2021.

## Allgemein
In den Spalten befinden sich folgende Informationen:
- Lage: die Adresse des Baudenkmales und die geographischen Koordinaten. Kartenansicht, um Koordinaten zu setzen. In der Kartenansicht sind Baudenkmale ohne Koordinaten mit einem roten Marker dargestellt und können in der Karte gesetzt werden. Baudenkmale ohne Bild sind mit einem blauen Marker gekennzeichnet, Baudenkmale mit Bild mit einem grünen Marker.
- Bezeichnung: Bezeichnung des Baudenkmales
- Beschreibung: die Beschreibung des Baudenkmales. Unter § 3 Abs. 2 NDSchG werden Einzeldenkmale und unter § 3 Abs. 3 NDSchG Gruppen baulicher Anlagen und deren Bestandteile ausgewiesen.
- ID: die Objekt-ID des Baudenkmales
- Bild: ein Bild des Baudenkmales, ggf. zusätzlich mit einem Link zu weiteren Fotos des Baudenkmals im Medienarchiv Wikimedia Commons. Wenn man auf das Kamerasymbol klickt, können Fotos zu Baudenkmalen aus dieser Liste hochgeladen werden:

## Stolzenau

### Gruppen baulicher Anlagen

#### Gruppe: Weserstraße 8/10
Die Gruppe „Weserstraße 8/10“, hat die ID 31036724.

| Lage                                      | Bezeichnung  | Beschreibung | ID       | Bild |
| ----------------------------------------- | ------------ | --- | -------- | ---- |
| Weserstraße 8 52° 30′ 36″ N, 9° 4′ 42″ O  | Amtsgericht  | Anfang des 19. Jahrhunderts errichteter zweigeschossiger geputzter Massivbau mit Fenster- und Türgewände in Sandstein unter einem Halbwalmdach.                   | 31065026 |      |
| Weserstraße 10 52° 30′ 36″ N, 9° 4′ 44″ O | Scheune      | Eingeschossiges Ziegelfachwerkgebäude mit Quer- und seitl. Längseinfahrt unter einem Halbwalmdach                                                                 | 31065050 |      |
| Weserstraße 10 52° 30′ 36″ N, 9° 4′ 43″ O | Wohnhaus     | In den 1820er Jahren errichtetes zweigeschossiges Ziegelfachwerkgebäude (ehem. Amtmann- oder Amtsrichterwohnhaus) mit Inschrift „GR IV“ unter einem Halbwalmdach. | 31065071 |      |
| Weserstraße 10 52° 30′ 35″ N, 9° 4′ 44″ O | Gartenanlage | Amtsgarten | 31065212 |      |
| Weserstraße 52° 30′ 32″ N, 9° 4′ 39″ O    | Mühlenteich  | Amtsgarten | 31065229 |      |

#### Gruppe: Rathaus und Polizeigebäude
Die Gruppe „Rathaus und Polizeigebäude“, hat die ID 31036737.

| Lage                                  | Bezeichnung                     | Beschreibung                                                                    | ID       | Bild |
| ------------------------------------- | ------------------------------- | ------------------------------------------------------------------------------- | -------- | ---- |
| Am Markt 4 52° 30′ 39″ N, 9° 4′ 39″ O | Verwaltungsbau (Rathaus)        | 1885 errichteter zweigeschossiger Ziegelbau mit straßenseitiger Schmuckform.    | 31064798 |      |
| Am Markt 6 52° 30′ 39″ N, 9° 4′ 39″ O | Verwaltungsbau (Polizeigebäude) | Um 1900 errichteter zweigeschossiger Ziegelbau mit straßenseitiger Schmuckform. | 31064820 |      |

#### Gruppe: Jüdischer Friedhof
Die Gruppe „Jüdischer Friedhof“, hat die ID 31036773.

| Lage                                            | Bezeichnung | Beschreibung                                                                        | ID       | Bild           |
| ----------------------------------------------- | ----------- | ----------------------------------------------------------------------------------- | -------- | -------------- |
| Schinnaer Landstraße 52° 31′ 43″ N, 9° 4′ 39″ O | Friedhof    | Um 1869 nachgewiesener jüdischer Friedhof mit ca. 150 Grabsteinen und Einfriedigung | 31064776 | Weitere Bilder |

### Einzelbaudenkmale
| Lage                                              | Bezeichnung                           | Beschreibung | ID       | Bild           |
| ------------------------------------------------- | ------------------------------------- | --- | -------- | -------------- |
| B 215 (km 0,420) 52° 30′ 34″ N, 9° 4′ 57″ O       | Brücke                                | 1948 (Sanierung 1979) errichtete versteifte Stabbogenbrücke als Vollwandträger, deren Hängestangen gelenkig gelagert sind.                                                  | 31064820 |                |
| Hinterm Dahle 14 52° 30′ 43″ N, 9° 4′ 30″ O       | Wohnhaus                              | 1531 erbautes eingeschossiges Ziegelfachwerkgebäude, Ende des 19. Jahrhunderts wurde der Westteil erneuert.                                                                 | 31064862 |                |
| Hohe Straße 2 52° 30′ 42″ N, 9° 4′ 35″ O          | Wohnhaus                              | Ende des 16. Jahrhunderts errichtetes eingeschossiges Ziegelfachwerkgebäude unter einem Satteldach auf hohem Feldsteinsockel. Der Giebel kragt dreifach vor.                | 31064883 |                |
| Krumme Straße 8 52° 30′ 35″ N, 9° 4′ 30″ O        | Wohnhaus                              | 1. H. 19. Jh., zweigesch. Ziegelfachwerkbau auf Hausteinsockel, Halbwalmdach                                                                                                | 31064904 |                |
| Lange Straße 52° 30′ 39″ N, 9° 4′ 21″ O           | Kirche                                | Die Kirche St. Jacobi ist eine 1828 als klassizistischer Saalbau errichtete Kirche mit einem mittelalterlichen quadratischer Westturm von 1679.                             | 31064925 | Weitere Bilder |
| Lange Straße 5 52° 30′ 38″ N, 9° 4′ 34″ O         | Wohnhaus                              | Fachwerkbau | 31064947 |                |
| Lange Straße 7 52° 30′ 38″ N, 9° 4′ 34″ O         | Wohn-/Geschäftshaus                   | Anfang des 19. Jahrhunderts errichteter zweigeschossiger Ziegelfachwerkbau unter einem Walmdach.                                                                            | 31064964 |                |
| Lange Straße 47 52° 30′ 38″ N, 9° 4′ 17″ O        | Superintendentur                      | Ende des 19. Jahrhunderts errichteter ein- und zweigeschossiger Ziegelbau. Der straßenseitige Risalit präsentiert sich mit prächtigem Staffelgiebel.                        | 31064984 |                |
| Schinnaer Landstraße 7 52° 30′ 56″ N, 9° 4′ 31″ O | Wohnhaus                              | Ende des 19. Jahrhunderts errichteter ein- und zweigeschossiger Ziegelbau. Der straßenseitige Risalit präsentiert sich mit prächtigem Staffelgiebel.                        | 31065006 |                |
| Weserstraße 52° 30′ 37″ N, 9° 4′ 49″ O            | Brücke mit Pflasterung (ID: 31065354) | In der ersten Hälfte des 19. Jahrhunderts errichtete Sandsteinbogenbrücke mit Bogen und Flügelmauern in Bruchstein. Die Pflasterung ist in Granit-Großkopfsteinen gehalten. | 31065283 |                |

## Anemolter

### Einzelbaudenkmale
| Lage                                           | Bezeichnung              | Beschreibung                                     | ID       | Bild |
| ---------------------------------------------- | ------------------------ | ------------------------------------------------ | -------- | ---- |
| Lange Dorfstraße 23 52° 32′ 44″ N, 9° 3′ 59″ O | Speicher                 | Im 18. Jahrhundert errichteter Fachwerkspeicher. | 31064403 |      |
| Lange Dorfstraße 51 52° 32′ 55″ N, 9° 3′ 59″ O | Wohn-/Wirtschaftsgebäude | 1907 errichtetes Gebäude.                        | 31064862 |      |

## Frestorf

### Einzelbaudenkmal
| Lage                                               | Bezeichnung | Beschreibung | ID       | Bild |
| -------------------------------------------------- | ----------- | --- | -------- | ---- |
| Frestorfer Dorfstraße 15 52° 29′ 16″ N, 9° 0′ 5″ O | Scheune     | Mitte des 19. Jahrhunderts errichteter Fachwerkbau in Wandständerbauweise mit doppelter Innenständerreihe und mittiger Längsdurchfahrt. | 31064549 |      |

## Haustedt

### Einzelbaudenkmal
| Lage                                             | Bezeichnung              | Beschreibung                                                                      | ID       | Bild |
| ------------------------------------------------ | ------------------------ | --------------------------------------------------------------------------------- | -------- | ---- |
| Haustedter Straße 16 52° 29′ 30″ N, 8° 58′ 33″ O | Wohn-/Wirtschaftsgebäude | Mitte des 19. Jahrhunderts errichteter Zweiständerbau in schlichter Verzimmerung. | 31064627 |      |

## Hibben

### Einzelbaudenkmal
| Lage                                       | Bezeichnung                                  | Beschreibung                                | ID       | Bild |
| ------------------------------------------ | -------------------------------------------- | ------------------------------------------- | -------- | ---- |
| Hibbener Brink 6 52° 30′ 3″ N, 9° 1′ 49″ O | Wohn-/Wirtschaftsgebäude (Wirtschaftsgiebel) | Geschützt allein ist der Wirtschaftsgiebel. | 31064568 |      |

## Holzhausen

### Einzelbaudenkmal
| Lage                                  | Bezeichnung    | Beschreibung                                                                                             | ID       | Bild |
| ------------------------------------- | -------------- | --- | -------- | ---- |
| Dorfstraße 52° 30′ 58″ N, 9° 3′ 52″ O | Kriegerdenkmal | In den 1920er Jahren errichtetes Kriegerdenkmal aus Bruchsteinen mit Relieftafel in Form einer Pyramide. | 31065263 |      |

## Müsleringen

### Einzelbaudenkmal
| Lage                                               | Bezeichnung              | Beschreibung | ID       | Bild |
| -------------------------------------------------- | ------------------------ | --- | -------- | ---- |
| Müsleringer Weserweg 35 52° 29′ 13″ N, 9° 1′ 26″ O | Wohn-/Wirtschaftsgebäude | 1704 als Zweiständer errichteter Gefügebau mit Lehmziegel Ausfachung unter einem Halbwalmdach in Ziegeldeckung. | 31064585 |      |

## Nendorf

### Einzelbaudenkmal
| Lage                                  | Bezeichnung | Beschreibung | ID       | Bild           |
| ------------------------------------- | ----------- | --- | -------- | -------------- |
| Hauptstraße 52° 30′ 4″ N, 8° 59′ 9″ O | Kirche      | Kirche St. Martin als 1787 aus massivem Haustein bzw. teilweise aus Ziegel errichtete St.-Martinskirche mit segmentbogigen Fenstern in Werkstein. Die Apsis ist polygonal. Der quadratische Westturm ist torartig geöffnet. | 31064646 | Weitere Bilder |

## Schinna

### Gruppe baulicher Anlagen

#### Gruppe: ehemaliges Kloster Schinna
Die Gruppe „Domäne/ehemaliges Kloster St. Vitus in Schinna“, hat die ID 31036750.

| Lage                                                 | Bezeichnung              | Beschreibung | ID       | Bild           |
| ---------------------------------------------------- | ------------------------ | --- | -------- | -------------- |
| Klosterstraße/Domänenweg 2 52° 32′ 5″ N, 9° 4′ 40″ O | Konventsgebäude          | Das Konventsgebäude des Klosters Schinna als noch erhaltene Ziegelbau befindet sich unter einem steil geneigten Satteldach. Der Fachwerkgiebel zeigt Formen des 16. Jahrhunderts und konnte auf 1521 datiert werden. Das Innengerüst ist mit einer Ständerreihe erhalten. Die Öffnungen eines Kreuzganges sind zugesetzt.                                                     | 31064505 | Weitere Bilder |
| Domänenweg 2 52° 32′ 4″ N, 9° 4′ 43″ O               | Wohn-/Wirtschaftsgebäude | Der ursprüngliche Fachwerkbau des Klosters Schinna ist umfassend massiv erneuert worden. Der alte Südgiebel ist noch erhalten. Auf der Rückseite finden sich weitere Anbauten. | 31064531 | Weitere Bilder |
| Klosterstraße/Domänenweg 52° 32′ 6″ N, 9° 4′ 40″ O   | Kirche                   | Die ehemalige Klosterkirche des Klosters Schinna ist 1539 bis 1540 als schlichter Fachwerkbau mit Ziegelausmauerungen, mit einer polygonale Apsis, mit einem Sandsteinsockel und unter einem hohen Satteldach errichtet worden. Der quadratische Turm von 1732 befindet sich an der westlichen Seite des Gebäudes. 1809 wurden die Obergeschosse vom Kirchgebäude abgetragen. | 31064722 | Weitere Bilder |
| Klosterstraße/Domänenweg 2 52° 32′ 6″ N, 9° 4′ 39″ O | Konventsgebäude          | Auf 1514 datierter Ziegelbau des Konventsgebäude von Kloster Schinna unter einem steil geneigten Satteldach mit zahlreichen zugesetzten Fenstern und Türen. Teile des Kreuzgangs sind auf der Rückseite zu erkennen. | 31064749 | Weitere Bilder |
| Klosterstraße 15 52° 32′ 6″ N, 9° 4′ 38″ O           | Wohnhaus                 | Im 16. Jahrhundert errichteter eingeschossiger Ziegelbau (sog. Abtshaus) des Klosters Schinna. | 31065193 | Weitere Bilder |

### Einzeldenkmal
| Lage                                    | Bezeichnung              | Beschreibung | ID       | Bild           |
| --------------------------------------- | ------------------------ | --- | -------- | -------------- |
| Klosterstraße 52° 32′ 7″ N, 9° 4′ 35″ O | St. Vitus Kirche Schinna | Ende des 19. Jahrhunderts errichtete neugotische Ziegelsteinkirche unter einem Pyramidendach und mit einem quadratischen Westturm | 31064701 | Weitere Bilder |